# Freya atures
Freya atures är en spindelart som beskrevs av Galiano 200. Freya atures ingår i släktet Freya och familjen hoppspindlar. Inga underarter finns listade i Catalogue of Life.